# Lodewijkbank

De Lodewijkbank (vroeger Bank Zonder Naam) is een zandbank in de Noordzee voor de Vlaamse/Nederlandse kust. Ze bevindt zich ongeveer 35 km in zee en loopt min of meer evenwijdig aan de Thorntonbank.

## Windmolenpark
Deze zandbank kwam in het nieuws omdat het consortium Northwind (vroeger ElDepAsCo naar de bedrijven Electrawinds, Depret, Aspiravi en Colruyt) een concessie-aanvraag heeft ingediend om er een offshore windenergiepark op te bouwen bestaande uit 30 windturbines van elk 5MW. In juni 2006 werd de concessie toegewezen door de Belgische federale overheid. Vanaf mei 2014 produceert het Northwind windmolenpark elektriciteit.